# Emil Schou Jørgensen
Emil Schou Jørgensen (født 25. september 1998) er en dansk fodboldspiller, der spiller for Boldklubben Frem. Han er født i Svendborg, og opvokset på Langeland. Han er også tvilling til fodboldspiller Magnus Schou Jørgensen, der spiller for SfB-Oure FA.

## Karriere

### Rudkøbing Boldklub
Emil Schou Jørgensen spillede for Rudkøbing BK i hans ungdomskarriere, og spillede seniorfodbold i klubben fra 2018 til 2019. I et ukendt år, blev Emil Schou Jørgensen årets spiller i Rudkøbing BK.

### SfB-Oure FA
I 2017 rykkede Emil Schou Jørgensen op til seniorførsteholdet, og fik spillet 12 kampe i hans første sæson som seniorfodboldspiller. I 2018 forlad han SfB-Oure FA, og skiftede til Rudkøbing BK. Han skiftede tilbage til klubben i 2019.

### Boldklubben Frem
I sommeren 2020 skiftede Emil Schou Jørgensen fra SfB-Oure FA til Boldklubben Frem. Den 29. august 2020 debuterede Emil Schou Jørgensen for Frem mod Aarhus Fremad, og startede i kampen. Den 3. maj 2024 blev det offentliggjort, at Emil Schou Jørgensen forlængede sin kontrakt med Frem til 2026. Den 4. maj 2024 spillede Emil Schou Jørgensen sin 100. kamp for Frem i en udebanekamp imod VSK Aarhus.